# Renia rhetusalis
Renia rhetusalis är en fjärilsart som beskrevs av Druce. Renia rhetusalis ingår i släktet Renia och familjen nattflyn. Inga underarter finns listade.